# 스티브 리브스
스티브 리브스(Steve Reeves, 1926년 1월 21일 ~ 2000년 5월 1일)는 미국의 배우, 각본가, 영화배우, 텔레비전 배우, 영화 프로듀서이다.
에스콘디도에서 사망하였다. 사인은 림프종이다.

## 영화
- 바그다드의 도둑 (1961년)
- 마라톤의 거인 (1959년)
- 폼페이 최후의 날 (1959년)
- 헤라클레스의 대역습 (1959년)
- 헤라클레스 (1958년)
- 아데나 (1954년)
- 제일 베잇 (1954년) - Lt. 밥 로렌스 역